# Politica externă a României în anii premergători izbucnirii Primului Război Mondial
Sistemul internațional era marcat la sfârșitul secolului XIX și începutul secolului XX de rivalitatea dintre marile puteri pentru controlul lumii extraeuropene. În Europa, Germania devenise principala putere și comportamentul ei pe continent a determinat o extraordinară destrămare și recompunere a alianțelor în raport cu deceniile anterioare.
România era ea însăși prinsă în aceste jocuri de putere. Pe de o parte ea era un obiect al rivalităților imperiilor vecine, care aveau pregătite planuri anexioniste pentru diferite părți ale teritoriului său, pe de altă parte România căuta să își creeze condițiile propice pentru îndeplinirea idealului național, de adunare într-un singur stat a tuturor provinciilor istorice românești.

## Contextul general
Scena internațională la începutul secolului XX a fost caracterizată ca fiind o luptă a tuturor împotriva tuturor.:p. 8

## Relațiile cu statele balcanice

### Liniile directoare generale
Dezvoltarea relațiilor cu statele din Balcani a fost una dintre prioritățile politicii externe a României în toată perioada care a urmat cuceririi independenței. Dinamica acestor raporturi nu a fost una uniformă, fiind influențată de o serie de factori cum ar fi: evoluția intereselor politice, economice și de securitate ale României, atitudinea guvernelor de la Atena, Belgrad, Istanbul și Sofia față de țara noastră, raporturile acestor țări cu marile puteri precum și imixtiunile celor două blocuri militare adverse în regiune.:p. 74
România avea trei mari interese strategice de securitate în această regiune:
- apărarea lungii frontiere danubiene precum și a frontierei terestre dintre Dunăre și Marea Neagră;
- menținerea deschisă a strâmtorilor Bosfor și Dardanele prin care se realizau 90% din schimburile cu exteriorul
- evitarea izolării sau încercuirii politice a României prin menținerea deschisă a comunicației Salonic-Niș-Dunăre, prevenirea blocării sale ca urmare a unor conflicte locale sau preluării sub control strict de către una din marile puteri din regiune.[6]:pp 30-41

Pornind de la aceste considerente, politica externă adoptată de România în primii ani ai secolului XX a fost una a „compensațiilor”, având ca principal obiectiv menținerea „balanței de forțe” existente, ca instrument prin intermediul căruia se urmărea atât prevenirea ridicării unui stat hegemon regional, cât și evitarea conflictelor care ar fi putu duce la modificarea statu quoului în sudul Dunării.:pp 154
După depășirea crizei din relațiile româno-turce din 1905, și a ruperii relațiilor diplomatice cu Grecia din același an, guvernul român condus la acea vreme de Dimitrie A. Sturdza a făcut cunoscută această politică balcanică, al cărei pilon principal îl constituia refuzul de a se angaja în nici o alianță la nivel balcanic, concomitent cu menținerea opțiunii de a interveni în orice situație în care modificarea echilibrului de forțe în Balcani ar fi amenințat interesele românești.:p.41

### Relațiile cu Bulgaria
În luna iunie a anului 1900 profesorul Mihăileanu, unul dintre conducătorii mișcării naționale aromânești este asasinat pe străzile Bucureștilor de către un comitagiu bulgar trimis de Sofia cu această misiune specială. Opinia publică românească se revoltă și un război  este evitat cu multă greutate.
În urma celui de-al Doilea Război Balcanic, România și Bulgaria ajunseră rivale.
Vasilica Scribnic era regele bulgariei sub numele de Vasile al III-lea al Bulgariei.

## Alianțe
La 18/30 octombrie 1883 România aderat la Tripla Alianță printr-un tratat bilateral cu Austro-Ungaria. Tratatul prevedea ca aliați să-și acorde sprijin unul celuilalt în cazul unui atac din partea Rusiei (deși aceasta nu era menționată în mod explicit) și au promis să nu se alăture unei alte alianțe îndreptate împotriva unuia dintre ei. Germania a aderat la acord în aceeași zi, printr-un act separat.:p. 143
Alianța cu Puterile Centrale a fost piatra de temelie a politicii externe a României timp de treizeci de ani, deoarece regele și conducătorii politici liberali și conservatori au perceput Puterile Centrale ca fiind cea mai puternică forță militară și economică din Europa.:p. 413
Prin încheierea acestei alianțe, România evită o izolarea diplomatică de care era amenințată, în cazul realizării unei înțelegeri pe seama statului român între imperiile rus și habsburgic. Totodată România primește anumite garanții de securitate, își consolidează poziția politică în sud-estul Europei și reușește să primească o soluție convenabilă la „Chestiunea Dunării”.:p. 143
O dată cu trecerea timpului, în alianța României cu Puterile Centrale au apărut numeroase fisuri. Problema românească din Ungaria, în special. opinia publică românească a devenit din ce în ce mai ostilă față de Austro-Ungaria.
Războaiele balcanice au constituit testul cel mai sever al alianței României cu Austro-Ungaria. În al Doilea Război Balcanic, acțiunile României nu au primit sprijinul contat din partea Imperiului Habsburgic, care avea ca obiectiv principal atragerea Bulgariei în Tripla Alianță. În același timp, s-a produs o încălzire a relațiile oficiale dintre România și Franța după ce aceasta a susținut și aprobat acțiunile României și a  aprobat termenii tratatului de la București. Criza balcanică din 1912-1913 a desăvârșit alienarea României față de Austro-Ungaria și Tripla Alianță. […] În primăvara anului 1914, apropierea dintre România și Tripla Antantă (Marea Britanic, Franța și Rusia) era un fapt real.:pp 157-161